# Потапов, Павел Андреевич
Павел Андреевич Потапов (10 февраля 1892, с. Курово, Рязанская губерния, Российская империя — 24 сентября 1944, Эльваский район, ЭССР, СССР) — советский военачальник, генерал-майор (03.06.1944).

## Биография
Родился 10 февраля 1892 года в селе Курово, ныне сельское поселение Газопроводское, Луховицкий район, Московская область, Россия. Русский.

### Военная служба
В октябре 1913 года был призван на военную службу зарайским уездным воинским начальником и направлен в 29-й пехотный Черниговский полк в Варшаву. В июле 1914 года окончил курс учебной команды и служил взводным унтер-офицером.

#### Первая мировая война
С началом войны вместе с полком воевал на Западном фронте. В сентябре 1914 года был тяжело ранен и 13 месяцев находился на лечении в госпитале, затем до марта 1916 года — в отпуске по ранению. По окончании отпуска служил в запасном батальоне в городе Зарайск. В сентябре 1916 года с маршевой ротой направлен на фронт, где воевал в составе 323-го пехотного Юрьевецкого полка. В мае 1917 года заболел цингой и был госпитализирован. В сентябре медицинской комиссией при зарайском уездном воинском начальнике освобожден от службы по состоянию здоровья, а в декабре демобилизован.

#### Гражданская война
В Гражданскую войну Потапов проживал на территории, занятой войсками адмирала А. В. Колчака, с июня 1918 года работал кузнецом в слесарной мастерской в слободе Троицкая (под Челябинском). После отступления колчаковских войск в августе 1919 года добровольно вступил в РККА и был направлен в 5-ю армию, где по прибытии назначен во 2-й Степной Кустанайский полк Отдельной Степной бригады. Позднее полк был переименован в 314-й стрелковый. В его составе проходил службу командиром взвода и роты, комиссаром батальона. С мая 1920 года — комиссар отдельной батареи Степной бригады (переименована затем в 105-ю). В её составе участвовал в боях на Восточном фронте против войск адмирала А. В. Колчака, белоказаков генерала А. И. Дутова под Оренбургом и банд Б. В. Анненкова под Семипалатинском. С августа 1920 года командовал батальоном в 315-м стрелковом полку, переименованном затем в 14-й Туркестанский стрелковый в составе 3-й стрелковой дивизии Ферганской группы войск, с октября 1921 года исполнял должность помощника командира полка. Участвовал с ним в боях с басмачами в Ферганской области.

#### Межвоенные годы
С февраля 1923 года Потапов служил в Рязанском губернском военкомате в должности инструктора допризывной подготовки и спорта. В августе был уволен в запас. Через месяц вновь добровольно поступил в РККА и назначен помощником командира роты 50-го стрелкового полка в Рязани. С апреля 1924 года служил в 18-м стрелковом полку в Курске в должностях начальника команды пеших разведчиков и командира роты. С августа 1924 года по сентябрь 1925 года проходил переподготовку на курсах «Выстрел». В марте 1928 года назначен помощником командира батальона в 17-й Елецкий стрелковый полк 6-й Орловской стрелковой дивизии МВО. В ноябре 1931 года переведен преподавателем и руководителем тактики в Объединенную военную школу им. ВЦИК в Москве, с октября 1932 года — командир роты и преподаватель в Рязанской пехотной школе. С мая 1933 года	по октябрь 1936 года состоял в резерве с прикомандированием к Центральной школе Осоавиахима СССР в качестве преподавателя тактики. В октябре 1936 года утвержден в должности преподавателя тактики и начальника стрелкового курса Центральной школы командно-политического состава Центрального совета Осоавиахима СССР в Москве. В январе 1940 года назначен командиром батальона Подольского стрелково-пулеметного училища. 13 января 1941 года откомандирован в распоряжение Центрального совета Осоавиахима СССР с оставлением в кадрах Красной армии.

#### Великая Отечественная война
С началом войны с 12 июля 1941 года направлен в распоряжение Военного совета МВО, с 9 августа вступил в командование 1014-м стрелковым полком 267-й стрелковой дивизии, формировавшейся в г. Старый Оскол ОрВО. В конце августа дивизия была передана 52-й отдельной армии Ставки ВГК и заняла оборону по правому берегу реки Волхов. Дивизия участвовала в Тихвинских оборонительной и наступательной операциях. С января 1942 года её части участвовали в Любанской наступательной операции. 24 января 1942 года подполковник Потапов был допущен к исполнению должности заместителя командира 267-й стрелковой дивизии, которая в это время вела тяжелые бои в районе Малой Вишеры в направлении на Мясной Бор. 22 марта Потапов вступил в командование этой дивизией. С 23 апреля по 31 мая 1942 года она входила в состав группы войск волховского направления Ленинградского фронта, затем была подчинена командованию 2-й ударной армии, с 8 июня находилась в подчинении 55-й армии Ленинградского фронта. 30 июля 1942 года дивизия расформирована, а полковник Потапов зачислен в распоряжение Военного совета Волховского фронта.
23 октября 1942 года он назначен командиром 191-й стрелковой дивизии, которая в это время находилась на доукомплектовании в районе Большой Вишеры. 10 декабря она была переброшена на синявинское направление и включена в состав 2-й ударной армии Волховского фронта. В 1942 году Потапов вступил в ВКП(б). С 14 января 1943	года дивизия принимала участие в боях по прорыву блокады Ленинграда. Её части прорвали оборону противника, перерезали дорогу Гонтовая Липка — Синявино и отбросили противника в юго-западном направлении. 20 января 1943 года полковник П. А. Потапов сдал командование 191-й стрелковой дивизией и с 19 февраля вступил в командование 128-й стрелковой дивизией, находившейся в обороне в составе 2-й ударной армии. С 16 июля она была передана 67-й армии Ленинградского фронта и приняла участие в Мгинской наступательной операции, по завершении которой занимала оборону в районе Синявино. 15 января 1944 года командованием фронта Потапов переведен на должность командира 189-й стрелковой дивизии. Её части в составе 109-го стрелкового корпуса 2-й ударной армии успешно действовали в Красносельско-Ропшинской наступательной операции. Затем дивизия была передана в состав 122-го стрелкового корпуса 59-й армии Волховского фронта и участвовала в завершающем этапе Новгородско-Лужской наступательной операции. С марта 1944 года дивизия вела бои в составе 122-го стрелкового корпуса 8-й армии. До июня её части занимали оборону на Нарвском плацдарме, затем участвовали в нарвской наступательной операции. В июле она в составе корпуса вновь была передана 2-й ударной армии, а с августа действовала в 67-й армии 3-го Прибалтийского фронта. Участвовала в Тартуской и Рижской наступательных операциях. В ходе последней 24 сентября 1944	года в районе городе Эльва генерал-майор Потапов погиб. Похоронен в городе Тарту (Эстония), а в октябре 1944 года перезахоронен на Преображенском кладбище в городе Москва.
За время войны комдив Потапов был два раза упомянут в благодарственных в приказах Верховного Главнокомандующего.

## Награды
- орден Ленина (09.12.1944)[8].
- четыре ордена Красного Знамени (19.10.1943[9], 17.02.1944[10], 22.02.1944[11]03.11.1944[12][13])
- медаль «XX лет Рабоче-Крестьянской Красной Армии» (1938)[9].
- медаль «За оборону Ленинграда» (1943)[14].

Приказы (благодарности) Верховного Главнокомандующего в которых отмечен П. А. Потапов.
- За форсирование реки Луга и овладение в результате умелого обходного манёвра городом и железнодорожной станцией Кингисепп — важным опорным пунктом обороны немцев на нарвском направлении. 1 февраля 1944 года. № 67.
- За овладение штурмом городом и крупным узлом коммуникаций Тарту (Юрьев-Дерпт) — важным опорным пунктом обороны немцев, прикрывающим пути к центральным районам Эстонии. 25 августа 1944 года № 175.

## Память
- Поэт Павел Булушев написал стихотворение «Трудные строки» — начатое им в августе 1944 года, и дописанное только через тридцать лет — о командире 189-й стрелковой дивизии генерал-майоре П. А. Потапове.